# Sunrise Adams
Sunrise Adams (Saint Louis, 14 settembre 1982) è un'ex attrice pornografica statunitense.

## Biografia
La Adams, anche se nata a St. Louis, è cresciuta, quasi in povertà, in una zona agricola del Texas orientale. "Sono cresciuta a Pickton, nel Texas (90 abitanti), senza telefono, un solo canale televisivo e nessuno con cui giocare per miglia e miglia", ha dichiarato alla rivista Hustler del maggio 2005. Alle superiori andò bene sia negli studi che nello sport, giocando a basket e a football. Diplomata a 16 anni, frequentò un vicino college. È nipote di Sunset Thomas, altra attrice del genere porno.
Quando compì 18 anni, la zia Sunset Thomas le fece visita sul luogo di lavoro. La Thomas convinse la nipote che l'industria dei film per adulti avrebbe potuto rappresentare la via giusta per la fama e il denaro. Trasferitasi a Los Angeles, la Adams iniziò ufficialmente il nuovo lavoro l'8 gennaio 2001, apparendo con E Powers nel film More Dirty Debutantes 186, anche se più tardi definì quell'esperienza "nulla che voglia anche solo ricordare". La sua prima scena con un'altra ragazza fu con Cherry Rain nel film Cockless 3 (2001). La Adams ha anche fatto scene di sesso anale nei suoi primi film - compreso il primo con Powers - ma, in seguito a una scena particolarmente traumatica nel film di Vince Voyeur Initiations 8 (2001), dovette ricorrere alle cure mediche e passare un periodo di convalescenza. Da allora ha sempre rifiutato questo genere di pratiche.
Nell'agosto 2002 la Adams ha siglato un contratto di due anni con la Vivid Entertainment, impegnandosi ad apparire in otto film all'anno e divenendo quindi una "Vivid Girl". In precedenza non aveva firmato esclusive con le case di produzione, e aveva anche rifiutato una prima offerta della stessa Vivid. Il fondatore e presidente della Vivid, Steve Hirsch, infine, la convinse accettando di incontrarla in una stazione di servizio Il 17 settembre 2002, nonostante la Vivid preferisse la sua figura al naturale, la Adams si sottopose a un intervento di ingrandimento del seno. Nello stesso anno la Vivid ingaggiò la Adams per interpretare Debbie Does Dallas: The Revenge e i futuri film della serie.
Già candidata al titolo di migliore attrice agli AVN Awards nel 2003, l'anno seguente si è aggiudicata l'AVN Award for Best Oral Sex Scene (Film) per Heart of Darkness. Il 2 agosto 2004, la Adams - insieme a Savanna Samson - è apparsa nel talk show The O'Reilly Factor della Fox News per promuovere il loro libro How to Have a XXX Sex Life. La Adams è apparsa sulla copertina del gioco per Xbox PlayStation 2 Backyard Wrestling 2: There Goes the Neighborhood. Ha recitato anche nel film non pornografico Grind (2003). Investe negli immobili e possiede diverse case in California e Texas. Nel 2004 non ha rinnovato il contratto con la Vivid per 10 anni e ha abbandonato il mondo del porno. In seguito è andata a lavorare a Fort Worth, nel Texas, in un'agenzia di mutui. La Adams è anche ragazza immagine del nightclub di Las Vegas Tangerine. Il 15 novembre 2006 è stato annunciato il suo ritorno sulle scene del cinema per adulti. La sua carriera si è definitivamente conclusa nel 2008

## Riconoscimenti
- AVN Awards
  - 2004 – Best Oral Sex Scene - Film per Heart of Darkness con Randy Spears[9]

## Filmografia
- Finally 18 3 (2001)
- Grrl Power 6 (2001)
- Hearts and Minds 1 (2001)
- I Love To Swallow 2 (2001)
- Initiations 8 (2001)
- Kung-fu Girls 1 (2001)
- Legal Skin 2 (2001)
- Love Machine (2001)
- More Dirty Debutantes 186 (2001)
- Nasty Nymphos 31 (2001)
- Naughty College School Girls 17 (2001)
- Naughty College School Girls 18 (2001)
- Naughty College School Girls 20 (2001)
- New Breed 6 (2001)
- Nineteen Video Magazine 43 (2001)
- North Pole 27 (2001)
- Old Dicks and Young Chicks 7 (2001)
- Oral Adventures of Craven Moorehead 9 (2001)
- Oral Consumption 4 (2001)
- Panty Droppers 1 (2001)
- Panty Hoes 5 (2001)
- Perverted POV 2 (2001)
- Play Maids (2001)
- Puritan Magazine 35 (2001)
- Risque (2001)
- Screaming Orgasms 3 (2001)
- Sexorama (2001)
- Shane's World 29: Frat Row Scavenger Hunt 3 (2001)
- Shay's Sweet Revenge (2001)
- Sleep Walker (2001)
- Specs Appeal 2 (2001)
- Teen Tryouts Audition 9 (2001)
- Threesome Dim-Some (2001)
- Try-a-teen 1 (2001)
- University Coeds Oral Exams 6 (2001)
- Up Your Ass 17 (2001)
- Will Power (2001)
- Young As They Cum 2 (2001)
- Young Dumb and Full of Cum 7 (2001)
- Young Stuff 2 (2001)
- Young Stuff 3 (2001)
- 18 and Natural (2002)
- Bachelor Party Girl (2002)
- Bedroom Eyes (2002)
- Blowjob Fantasies 14 (2002)
- Burnin' Love (2002)
- Club TropiXXX (2002)
- Counterfeit (2002)
- Dark Sunrise (2002)
- Deep Throat This 2 (2002)
- Escort (2002)
- Finally Legal 4 (2002)
- Flash Flood 6 (2002)
- For Women Only 1: Girls On Guys (2002)
- Forever 18 2 (2002)
- Good Things (2002)
- Gypsy Curse (2002)
- Heroin (2002)
- Hooray For Hollywood (2002)
- Hot Dripping Pink (2002)
- Hot Showers 2 (2002)
- Kittens 12 (2002)
- Liar's Club (2002)
- Love and Sex 1 (2002)
- Love Untamed (2002)
- Mr. Nasty's POV (2002)
- My Dreams Of Shay (2002)
- My Perfect 10's 1 (2002)
- On Location With Simon Wolf (2002)
- Patriot Dames 1 (2002)
- Pickup Lines 72 (2002)
- Pink Crush (2002)
- Pin-up Girls (2002)
- Play With Fire (2002)
- Please Cum Inside Me 9 (2002)
- Portrait of Sunrise (2002)
- Pussyman's Decadent Divas 18 (2002)
- Real XXX Letters 1 (2002)
- Real XXX Letters 3 (2002)
- Road Snatch (2002)
- Sex Under Hot Lights - Brand Spanking New (2002)
- Silk And Seduction (2002)
- Sodomania: Slop Shots 12 (2002)
- Sorority Babes 2 (2002)
- Sunrise Adams Exposed (2002)
- Sweetwater (2002)
- Teenland 1 (2002)
- Thief Of Hearts (2002)
- Thumb Suckers (2002)
- To Completion 3 (2002)
- Up and Cummers 100 (2002)
- Virgin Stories 18 (2002)
- XXX 6: Girls Next Door (2002)
- Young Cream Pies 2 (2002)
- Young Sluts, Inc. 5 (2002)
- 18 Wild and Horny (2003)
- Blonde Party Girls (2003)
- Club TropiXXX 2 (2003)
- Cotton Candy (2003)
- Cum Cravers (2003)
- Dawn of the Debutantes 5 (2003)
- Up and Cummers 100 (2002)
- Virgin Stories 18 (2002)
- XXX 6: Girls Next Door (2002)
- Young Cream Pies 2 (2002)
- Young Sluts, Inc. 5 (2002)
- 18 Wild and Horny (2003)
- Blonde Party Girls (2003)
- Club TropiXXX 2 (2003)
- Cotton Candy (2003)
- Cum Cravers (2003)
- Dawn of the Debutantes 5 (2003)
- Debbie Does Dallas: The Revenge (2003)
- Don't Mess With Perfection (2003)
- Eager Beavers (2003)
- Face Down Ass Up (2003)
- Filthy Rich (2003)
- Hawaii Heat (2003)
- Heart of Darkness (2003)
- Hitman (2003)
- Maximum head (2003)
- Nailed (2003)
- New Love (2003)
- Newbies (2003)
- Only the Best of Models (2003)
- Photo Club (2003)
- Rug Munchers (2003)
- Savanna Scores (2003)
- Savanna Takes Control (2003)
- Set On Sunrise (2003)
- Sorority Sluts (2003)
- Sunrise: Extreme Close Up (2003)
- Tricks (2003)
- Vicious Streak (2003)
- Where the Boys Aren't 16 (2003)
- White Hot (2003)
- 100% Blowjobs 29 (2004)
- Adult Video News Awards 2004 (2004)
- Anal Aliens (2004)
- ATM: Ass Thrusting Machine (2004)
- Barely Legal All Stars 3 (2004)
- Best of Dayton Raines (2004)
- Contestants (2004)
- Debbie Does Dallas: East Vs West (2004)
- Gathering Of Thoughts (2004)
- Hold Still (2004)
- Jenna And Friends (2004)
- Jenna Haze's Redline (2004)
- Key Party (2004)
- Last Girl Standing (2004)
- Maneater (2004)
- Mind Reader (2004)
- Over Her Head (2004)
- Pink Slip (2004)
- Ring Me Up! (2004)
- Sentenced (2004)
- Skin Trade (2004)
- Sorority Hazing (2004)
- Sunrise Adams The Early Years (2004)
- Sweet Grind (2004)
- Teen Angel (2004)
- Telling Tales (2004)
- Where the Boys Aren't 17 (2004)
- Wrong Girl (2004)
- Young and Filthy (2004)
- Young Hot And Horny Girls 2 (2004)
- And The Envelope Please Tawny Roberts (2005)
- Best Butts in the Biz (2005)
- Best Deep Throat On The Planet (2005)
- College Call Girls 2 (2005)
- Fresh and Natural 2 (2005)
- Girl Next Door (II) (2005)
- Grudgefuck (2005)
- Kick Ass Chicks 22: Superstars (2005)
- L.E.G.S. (2005)
- Les' Be Friends (2005)
- Lick Clique (2005)
- Monster Tits (2005)
- Nuttin' Hunnies 3 (2005)
- Real Sappho Letters 1 (2005)
- Scorpio Rising (2005)
- Sex Addicts: They Can't Control Themselves (2005)
- Sunrise Adams' Redline (2005)
- Take That Deep Throat This 2 (2005)
- Top Ten Hottest Women (2005)
- Hottest Teens On The Planet (2006)
- I Love Sunrise (2006)
- Incredible Expanding Vagina (2006)
- Jenna Does Carmen (2006)
- Service with a Smile (2006)
- Smother Sisters (2006)
- Two Cocks, One Pussy, All Three Pretty Juicy (2006)
- Ultrapussy (2006)
- Erik Everhard Fucks Them All (2007)
- In Your Dreams (2007)
- Off the Hook (2007)
- Pay or Play (2007)
- Star 69: DD (2007)
- Sunrise Adams' Guide to Best Blowjobs (2007)
- Sunrise Adams is a Sex Addict (2007)
- Vivid's Private Reserve (2007)
- Heart Breaker (2008)
- Jawbreakers (2008)
- Only the Best of Teens (2008)
- Perverse (2008)
- Slit Happens (2008)
- Sounds of Obsession (2008)
- Teenage Wasteland 1 (2008)
- Butt Floss Chronicles (2009)
- Dreams of Sunrise (2009)
- Virtual Vivid Girl: Sunrise Adams (2009)
- Only The Best Of Sunrise Adams (2011)
- Vivid's 102 Cum Shots (2011)

## Libri
La Adams è comparsa in due libri:
- XXX: 30 Porn-Star Portraits, Bulfinch (1º ottobre, 2004)
- How to Have a XXX Sex Life: The Ultimate Vivid Guide, Regan Books (20 luglio, 2004)

È coautrice di:
- The Lust Ranch; Vivid Comix.[10]